# Amerikaans korthaar

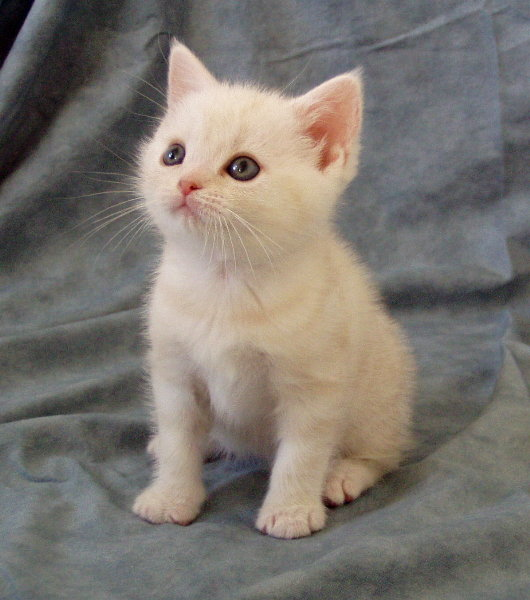
Crèmezilvergemarmerd cyper kitten

De Amerikaans korthaar of American shorthair is net als de Brits korthaar een werkkat van oorsprong en heeft een stevige, gespierdere lichaamsbouw. Hij lijkt dan ook wel wat op de Britse versie, hoewel hij wat slanker is en een minder ronde kop en gespierder lichaam heeft wat minder gedrongen is.

## Herkomst
De Amerikaans korthaar is de verfijnde stamboekversie van de Amerikaanse huiskat, die waarschijnlijk in de 17e eeuw met de puriteinse Pilgrim Fathers uit Engeland meereisde. Tot 1965 werd hij "Domestic Shorthair" genoemd. Hij paste goed bij het zware leven van de mannen en vrouwen die de grenzen verlegden in het nieuwe land: gehard, soepel en een prima muizenvanger. Net als in Europa was zijn waarde als jager niet los te zien van de angstige of argwanende houding die de pioniers tegenover hem hadden. In de 18e eeuw vond de korthaar echter zijn plaats in het Amerikaanse gezin. Hij komt dan ook regelmatig voor op familieportretten uit die tijd. Ook was de Amerikaans korthaar officieel in dienst bij de Amerikaanse post.

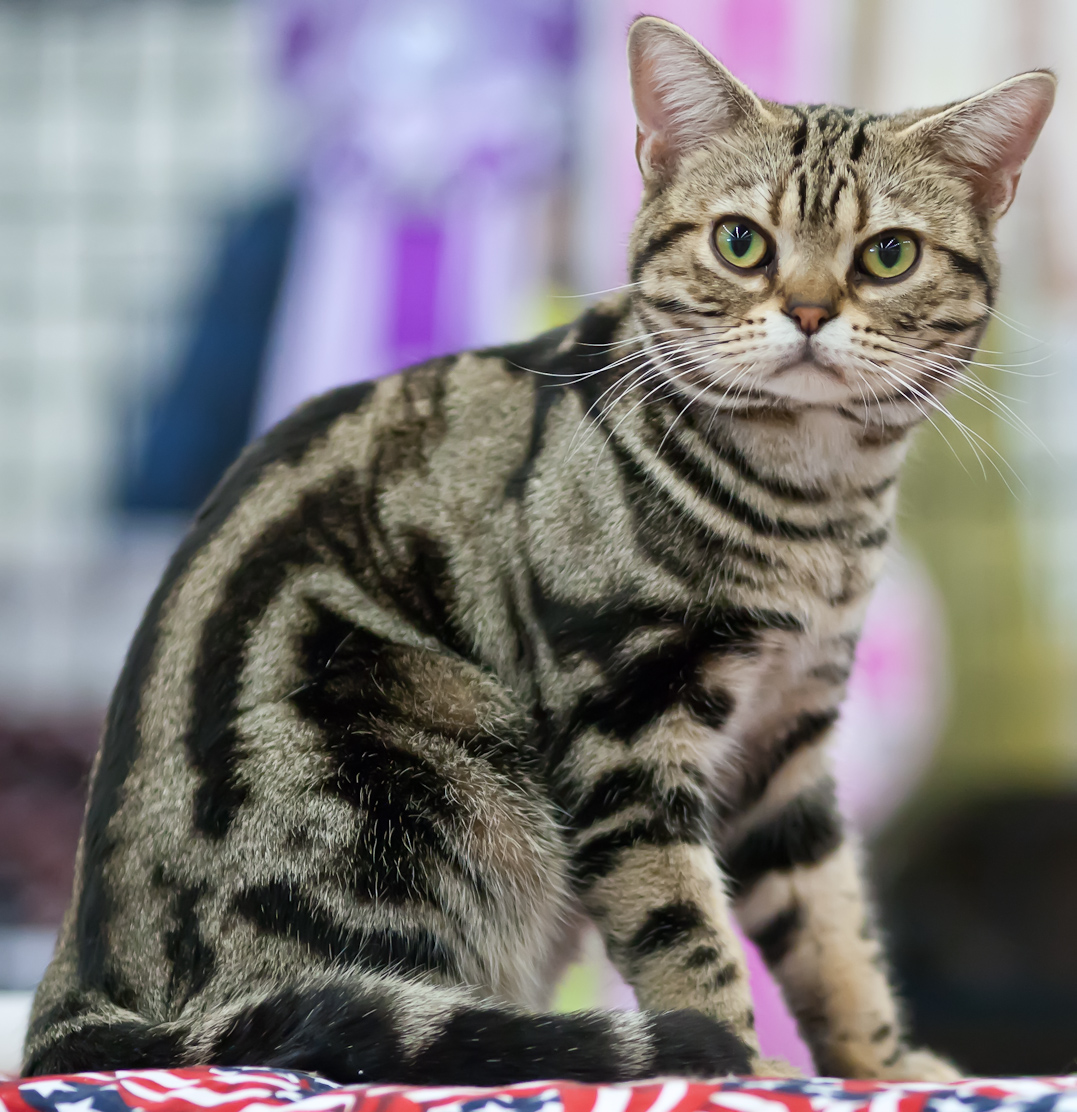
Zwartgemarmerd cyper

Harrison Weir, kunstenaar, schrijver en organisator van kattententoonstellingen, vermeldt in 1889 dat de postkat de postzakken tegen ratten en muizen moest beschermen. Als er kittens waren, mocht de postmeester extra voedsel aanvragen. Toch was de eerste huiskorthaar die in de Verenigde Staten als stamboekkat werd geregistreerd, een geïmporteerde rode cyper Brits korthaar. Zijn eigenaar kruiste hem met een mooie Amerikaanse kat en registreerde in 1904 de eerste in Amerika gefokte korthaar: een smoke luisterend naar de naam Buster Brown. Pas 60 jaar later was de naam van dit kattenras gevestigd.

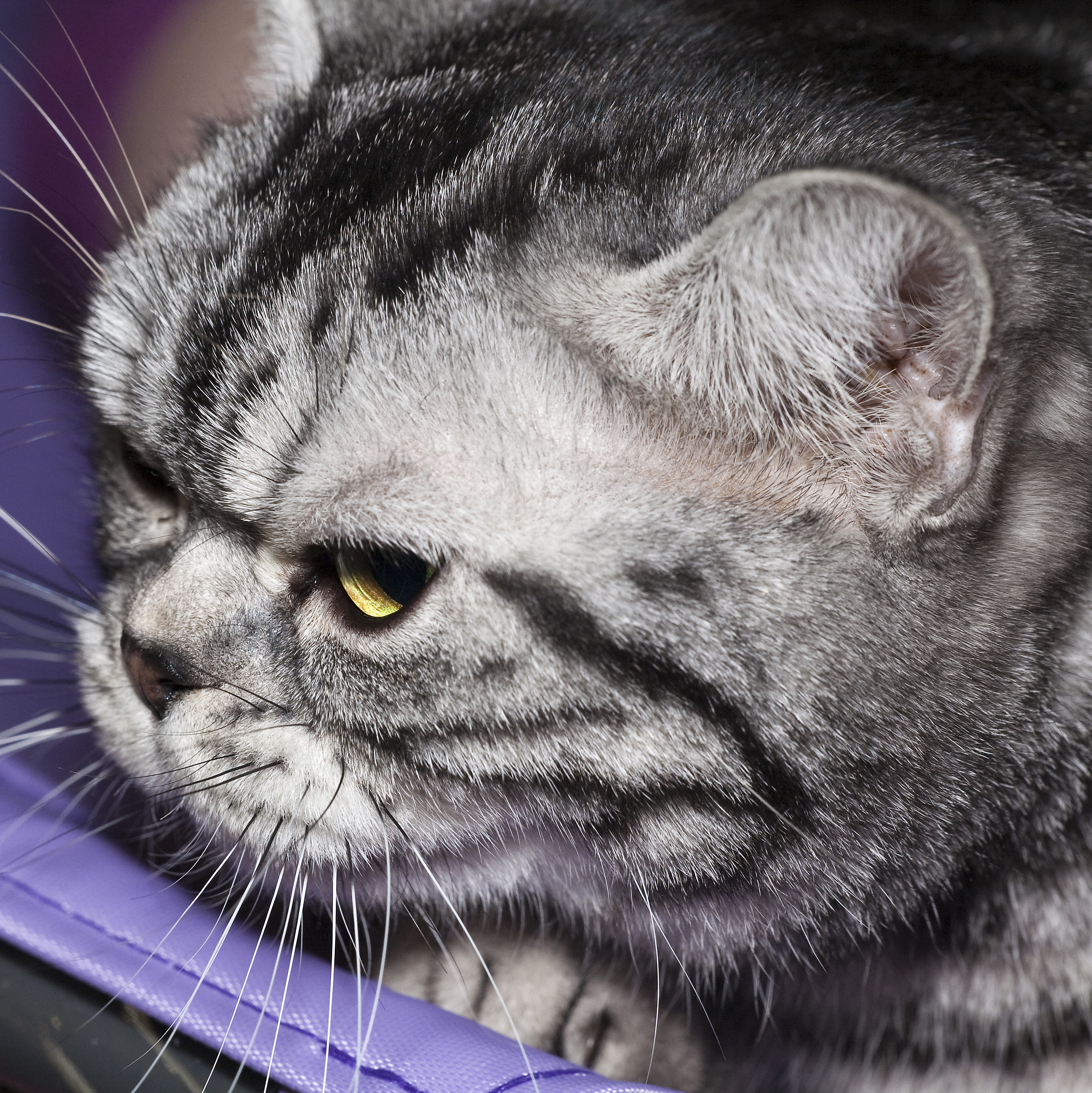
Profiel typische kop

Het meest gewaardeerde kenmerk van de Amerikaans korthaar is zijn sterke en gespierde lichaam. Voor tekortkomingen in de lichaamsbouw worden strafpunten gegeven op shows. De meest populaire kleurslag is zilvercyper maar het ras wordt gefokt in de meeste patronen en kleurslagen.

## Raskenmerken
- Vacht: kort, dicht, gelijkmatig en sterk
- Ogen: groot, rond, ver uit elkaar staand en licht schuin geplaatst; helder goudkleurig, groen; bij witte variëteiten blauw, goudkleurig of odd-eyed
- Overige kenmerken: flegmatiek karakter en stevig gebouwd
- Vachtverzorging: eenvoudig, regelmatig kammen
- Karakter: brutaal, intelligent, nieuwsgierig, actief